# Aniseia martinicensis
Aniseia martinicensis é uma espécie de liana, volúvel, ou trepadeira, de planta com flor pertencente à família Convolvulaceae.
A autoridade científica da espécie é (Jacq.) Choisy, tendo sido publicada em Mémoires de la Société de Physique et d'Histoire Naturelle de Genève 8(1): 66. 1838 (1837).

## Brasil
Esta espécie terrícola é nativa e não endémica do Brasil.
Pode ser encontrada nas seguintes regiões do Brasil:
- Centro-Oeste
- Norte
- Nordeste
- Sudeste
- Sul

Em termos fitogeográficos pode ser encontrada nos domínios da Amazônia, da Caatinga, do Cerrado, da Mata Atlântica e do Pantanal.
Ocorrem 2 táxons infra-específicos no Brasil:
- Aniseia martinicensis var. ambigua Hallier f.
- Aniseia martinicensis var. martinicensis